# Thập niên 1440
Thập niên 1440 là thập niên diễn ra từ năm 1440 đến 1449.